# Yu Delu
Yu Delu est un joueur de snooker professionnel chinois, né le 11 octobre 1987 à Shanxi dans une province de Chine.

## Carrière
Avant de passer joueur professionnel en 2011, Yu Delu avait déjà participé à des tournois majeurs, par le biais de rencontres sur invitations, lors des tournois classés dans son pays. Au Classique de Wuxi 2011 (tournoi non classé), il va jusqu'en quart de finale, avec notamment une victoire sur Matthew Stevens (5-4).
En 2013-2014, une demi-finale à l'Open de Dongguan, ainsi qu'un quart de finale à l'Open de Yixing, lui permettent une qualification pour la finale du championnat des joueurs. Sur place, il sort vainqueur de ses matchs contre Ronnie O'Sullivan (4-3) et Liang Wenbo (4-2), accédant aux quarts de finale, où il est finalement écarté par Barry Hawkins. Mais c'est lors de l'Open d'Écosse 2016 qu'il réalise sa meilleure performance dans un tournoi de classement, se hissant en demi-finale, après avoir de nouveau battu Liang. Son parcours est stoppé net par Marco Fu (6-1). 
Après un quart de finale à l'Open du pays de Galles la saison suivante, Yu Delu atteint son meilleur classement de carrière ; une 43e place. Le 25 mai 2018, il est relégué du circuit professionnel et suspendu par sa fédération pour une suspicion de matchs truqués avec son compatriote Cao Yupeng. Le 1er décembre, la sentence tombe ; Yu écope d'une suspension de dix ans et neuf mois, soit une interdiction de jouer sur le circuit jusqu'au 24 février 2029. 